# روشچول
روشچول (به لاتین: Rushchul) یک منطقهٔ مسکونی در روسیه است که در داغستان واقع شده‌است.